# Cteniza sauvagesi
Cteniza sauvagesi is een spinnensoort in de taxonomische indeling van de valdeurspinnen (Ctenizidae).
Het dier behoort tot het geslacht Cteniza. De wetenschappelijke naam van de soort werd voor het eerst geldig gepubliceerd in 1788 door Pietro Rossi.